# I Stadsdel
Åbos I stadsdel eller Kyrko Stadsdelen (finska: I kaupunginosa) är den östligaste av de numrerade stadsdelarna i Åbo centrum i Finland. Stadsdelen ligger på östra sidan av Aura å, mellan Nylandsgatan och Helsingforsgatan (Riksväg 1), och gränsar i söder till Kuppisgatan. Stadsdelen består av delområdena 10210 Universitetet I och 10211 Sirkkala I.
Gertrudsbacken som ligger i Stadsdel I finns 27 meter över havsnivån.

## Historia
Vid grundandet gavs de stadsdelar i rutnätsområdet som markerades med romerska siffror namn på svenska, men dessa kom inte i allmänt bruk. Teoretiskt sett är namnen fortfarande i kraft, och I stadsdelens namn är skrivet Kyrko Stadsdelen.
Finlands Hembygdsförbund utsåg I stadsdel till Årets stadsdel år 2021.

## Tjänster
Båda universiteten i Åbo ligger i stadsdelen: det finskspråkiga Åbo universitet och det svenskspråkiga Åbo Akademi. Även Åbo universitetscentralsjukhus (ÅUCS), Åbo hovrätt som verkar i Akademihuset, Åbo domkyrka samt den före detta Sirkkala kasern och Åbo kasern finns i Stadsdel I.

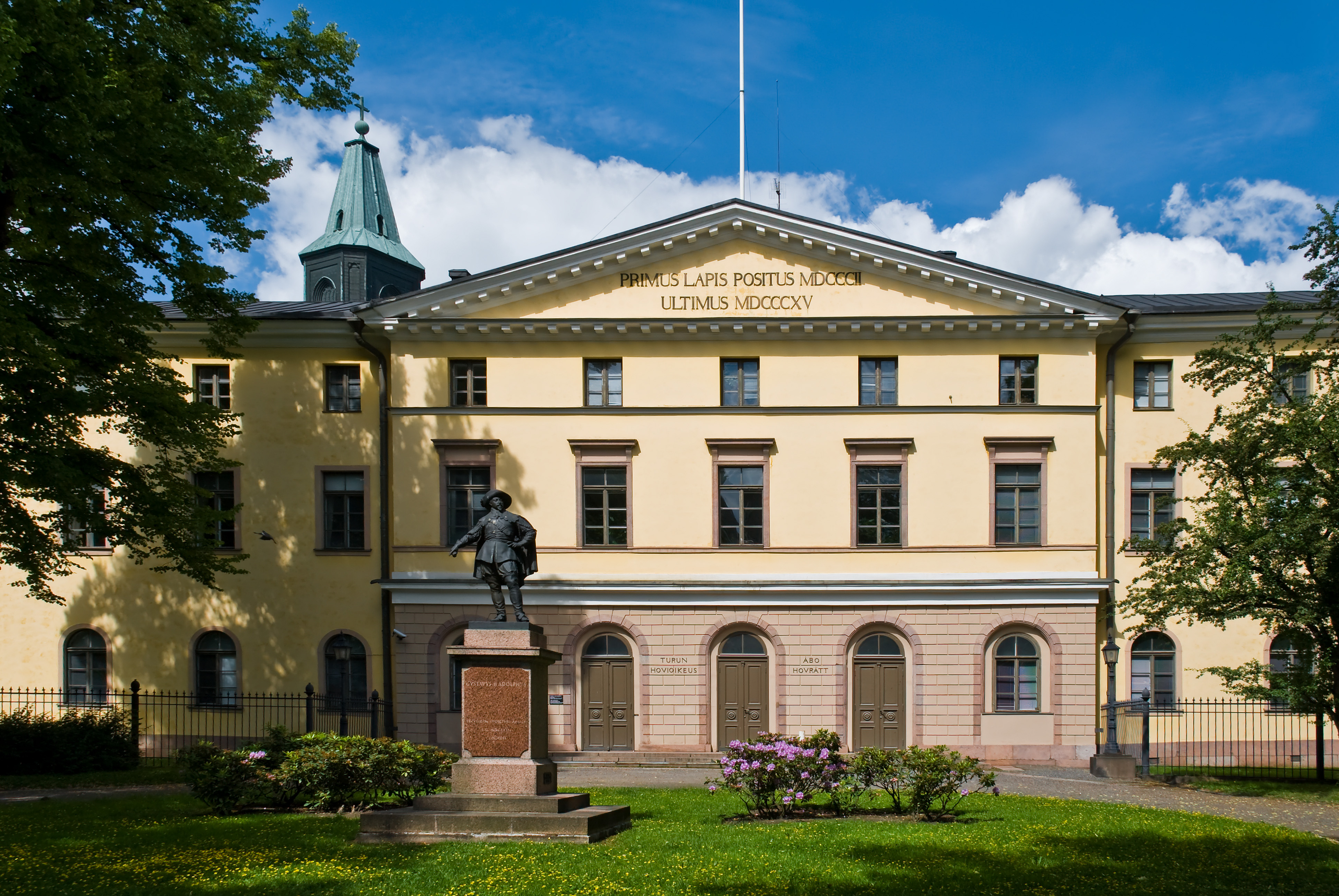
Åbo hovrätt
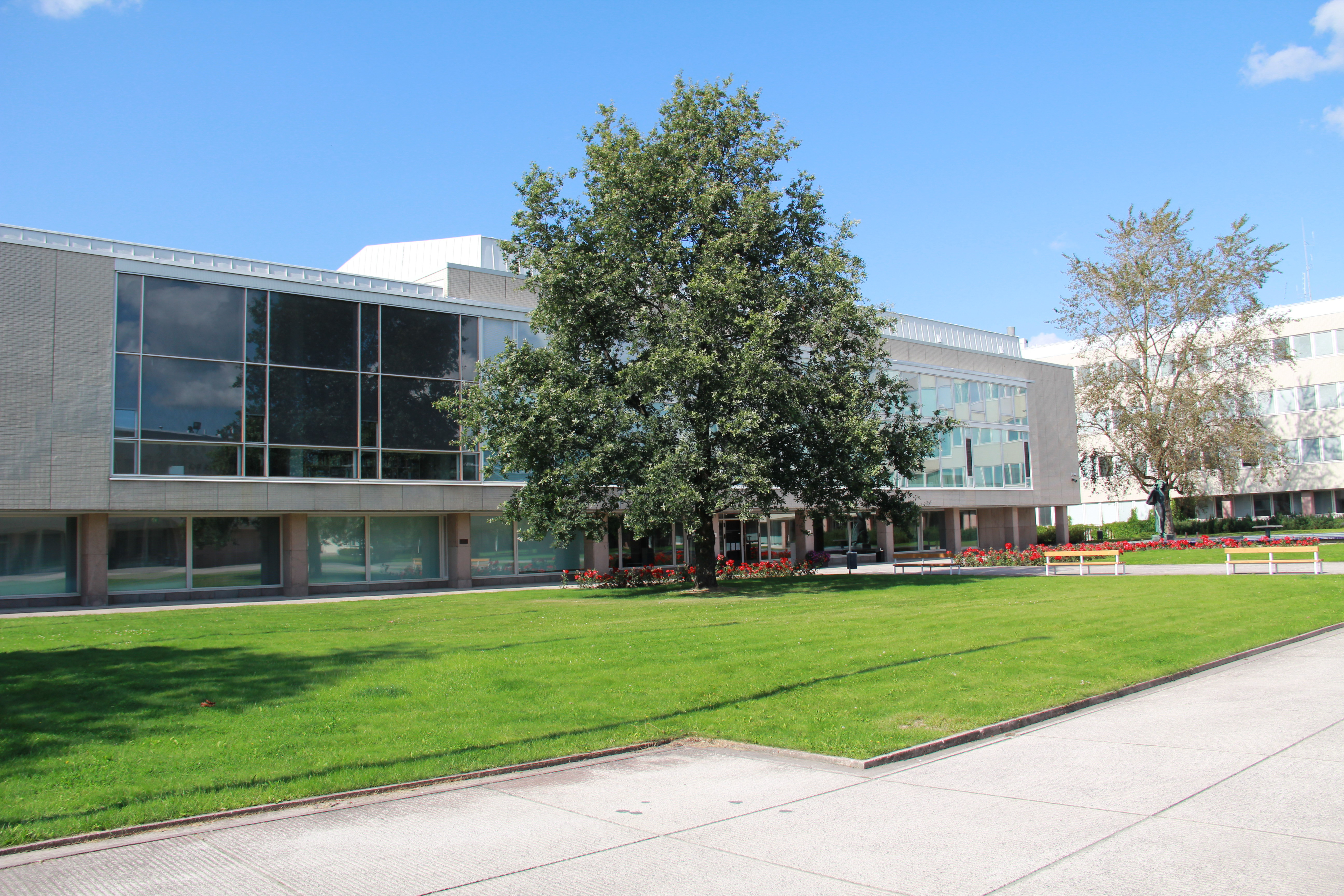
Åbo universitets bibliotek
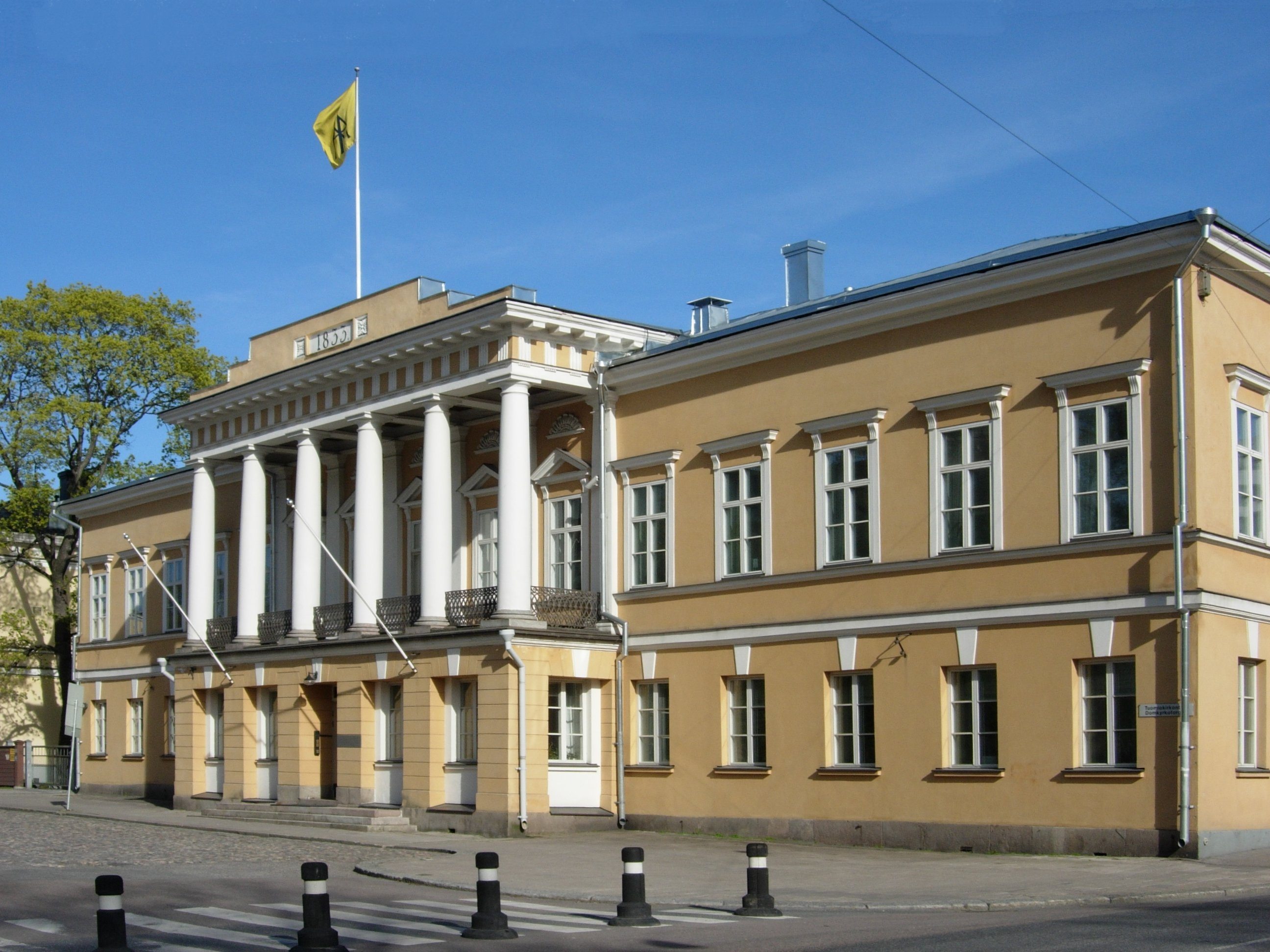
Åbo Akademis huvudbyggnad
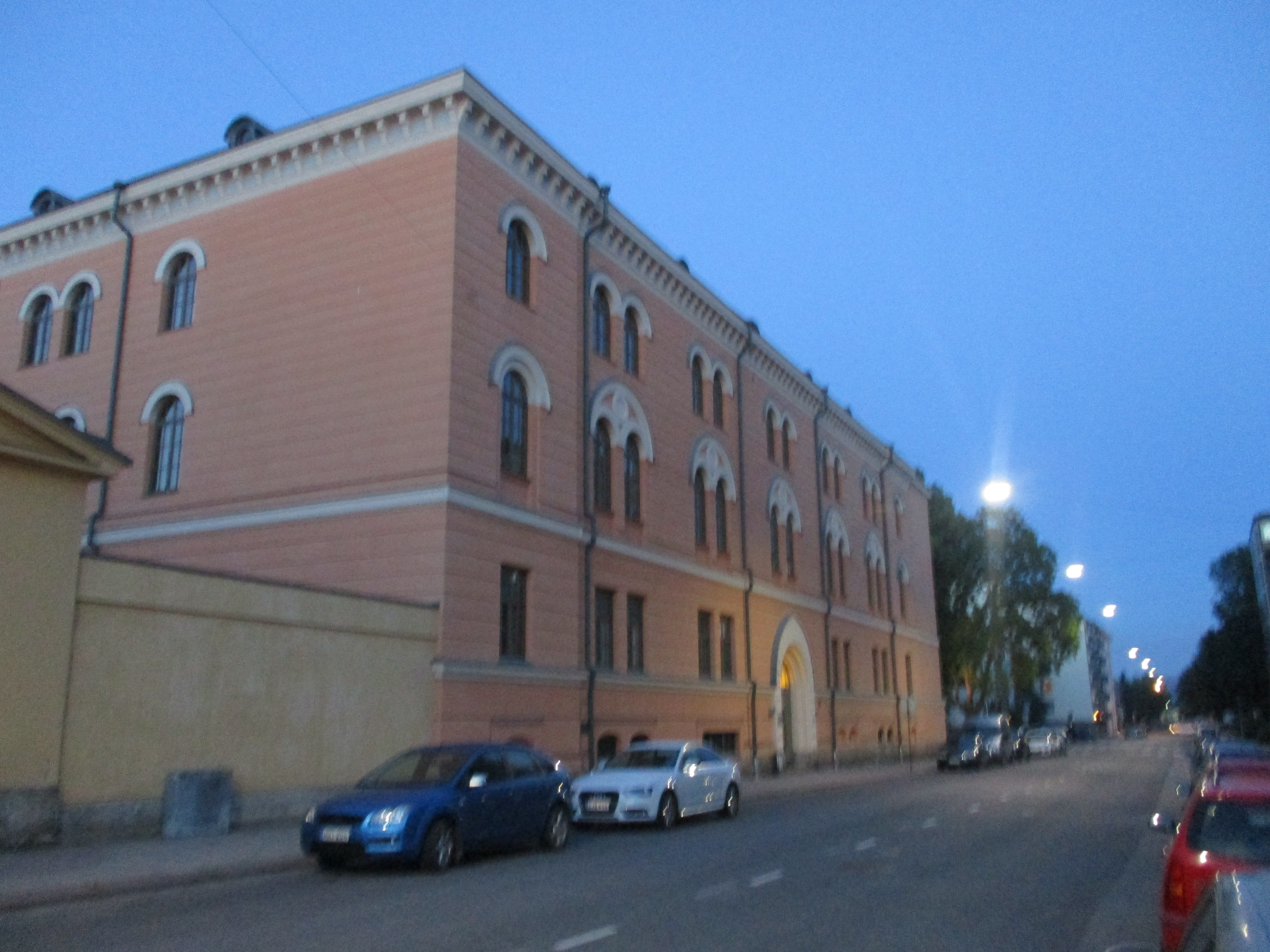
Sirkkala kasern

## Befolkning
Stadsdelen är relativt tätbefolkad med ett invånarantal på 7 902 (2016). Av befolkningen i stadsdelen var 4,7 % under 15 år och 16,5 % över 65 år. Av invånarna talade 82,8 % finska som modersmål, 12,5 % svenska och 4,7 % andra språk. Stadsdelens invånarantal var som störst på 1960-talet.